# Preprocessore
In informatica, un preprocessore o precompilatore è un programma (o una porzione di programma) che effettua sostituzioni testuali sul codice sorgente di un programma, ovvero la precompilazione. I più comuni tipi di sostituzioni sono l'espansione di macro, l'inclusione di altri file, e la compilazione condizionale.
Tipicamente, il preprocessore viene lanciato nel processo di compilazione di un software, e il file risultante verrà preso in input da un compilatore.

## Descrizione
Tradizionalmente, i preprocessori sono programmi autonomi, ma per motivi di efficienza, si può avere un solo programma che incorpora le funzioni di un preprocessore e di un compilatore, oppure le funzioni di un preprocessore e di un interprete.
Un linguaggio di programmazione dotato di un preprocessore standard è il linguaggio C.
In tale linguaggio, si fa un uso massiccio delle funzioni del preprocessore, per dichiarare le funzioni di libreria utilizzate, per definire costanti, e anche per definire piccole routine da espandere inline.
Di tale preprocessore è dotato anche il linguaggio C++; tuttavia, nei programmi scritti in C++ è possibile farne un uso meno massiccio, grazie ad alcune caratteristiche di questo linguaggio (funzioni inline, template di classi e di funzioni, variabili const).
Un altro scopo comune dei preprocessori è permettere l'inserimento di codice di un linguaggio di alto livello, per esempio SQL, all'interno di un programma scritto in un linguaggio di più basso livello, per esempio C, COBOL, o Fortran.
In tal caso, il preprocessore traduce le istruzioni del linguaggio di più alto livello in istruzioni del linguaggio di livello inferiore.
L'inserimento di istruzioni SQL in codice scritto in altri linguaggi, detto SQL embedded, è implementato da alcuni DBMS come, per esempio, Oracle e DB2.
L'uso massiccio di funzioni di preprocessore può rendere molto caotico il codice, pertanto i linguaggi di programmazione di formulazione recente forniscono caratteristiche che riducono o eliminano la necessità di usare preprocessori.
Per esempio, il linguaggio Java non ha un preprocessore, mentre il linguaggio C# ha un preprocessore simile a quello del C, ma senza la possibilità di includere file né quella di definire macro parametrizzate.
Le istruzioni inserite nel codice per essere elaborate dal preprocessore sono solitamente dette direttive.
Per evitare al preprocessore l'onere di comprendere il linguaggio di programmazione ospitante, le direttive del precompilatore devono essere facilmente distinguibili dal resto del codice.
Per esempio, nel preprocessore del C, le direttive sono righe che iniziano con il carattere #.